# Cipriano Tavares da Silva
 Cipriano Tavares da Silva  (Ilha de São Miguel, Açores, Portugal, 16 de Março de 1862 -?) foi um professor e Comendador português nomeado director da Escola de Desenho Industrial de Angra do Heroísmo, onde deu aulas. 